# 2418 Voskovec-Werich
2418 Voskovec-Werich este un asteroid din centura principală, descoperit pe 26 octombrie 1971 de Luboš Kohoutek.